# SZD-45 Ogar
SZD-45 Ogar – polski, dwumiejscowy, motoszybowiec przeznaczony do szkolenia, treningu i turystyki. Zaprojektowany w Ośrodku Badawczo-Rozwojowym Szybownictwa w Bielsku-Białej. 

## Historia

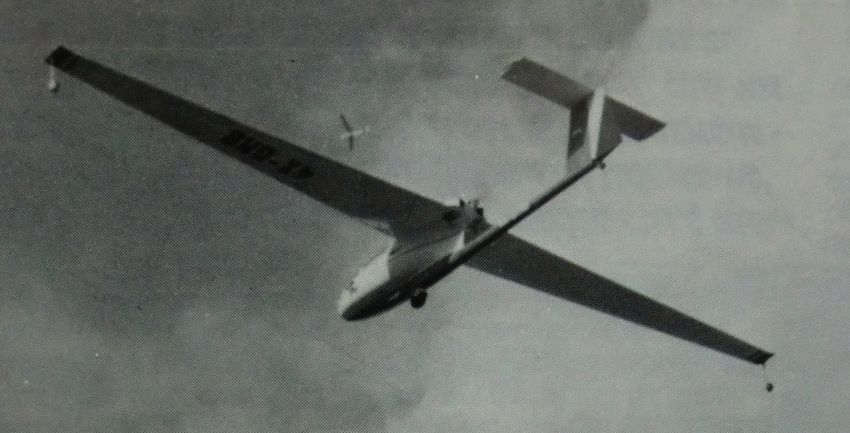
Ogar użytkowany w Anglii, 1986 r.

Prace konstrukcyjne nad Ogarem rozpoczęto na początku lat 70. na specjalne zamówienie Ernesta Kuhna z RFN-u, udziałowca małej wytwórni silników motoszybowcowych. Pracami konstrukcyjnymi kierował Tadeusz Łabuć. Prototyp o znakach rejestracyjnych SP-0001 (nr fabryczny X-107) oblatał 13 maja 1973 January Roman. Drugi prototyp o znakach rejestracyjnych SP-0003 został oblatany 24 kwietnia 1974 r. również przez Januarego Romana.
Prototyp wyposażono w silnik Stark-45 SG o mocy 33 kW (45 KM), jednak nie otrzymał on wymaganych na niemieckim rynku certyfikatów technicznych. W związku z tym wykorzystano importowany z RFN silnik Limbach SL1700EC, będący przeróbką silnika Volkswagena. Egzemplarze wyposażone w ten silnik noszą oznaczenie SZD-45A Ogar. W egzemplarzach sprzedanych do USA użytkownicy zamontowali silniki Revmaster z turbodoładowaniem o pojemności dwóch litrów. Produkcja rozpoczęła się 26 lipca 1973 roku.
Motoszybowiec został zaprezentowany na 49 Międzynarodowych Targach Poznańskich w 1977 roku.
W latach późniejszych powstała wersja oznaczona SZD-45-2 Ogar F z silnikiem Franklin 2A-120A, który miał być produkowany na licencji w Rzeszowie. Ogar F został oblatany w dn. 13.03.1979 r. jednak zrezygnowano z tej jednostki napędowej. Powodem rezygnacji okazały się za wysokie drgania, które powodowały wychylanie się silnika o kilkanaście stopni w obie strony oraz za duży hałas. Dalszych prac rozwojowych nad wersją Ogar F nie prowadzono.
Łącznie wyprodukowano 66 motoszybowców Ogar z czego 41 wyeksportowano. Kilkanaście Ogarów trafiło do USA i były używane głównie w United States Air Force Academy w Colorado Springs do szkolenia podstawowego, 13 do NRD, 9 do RFN  a kilka do Hiszpanii, Szwecji, Bułgarii, Wielkiej Brytanii i Norwegii. Produkcję zakończono w 1979.
W 1976 r. zespół konstrukcyjny Ogara otrzymał nagrodę przyznaną przez NOT.

## Konstrukcja
Dwumiejscowy motoszybowiec o konstrukcji metalowo-drewniano-kompozytowej. Zbudowany w układzie grzbietopłata z silnikiem pchającym umieszczonym w centralnej partii skrzydła. Dopuszczony do wykonywania akrobacji podstawowej.
Skrzydło jednodźwigarowe o obrysie trapezowym, wyposażone w płytowe hamulce aerodynamiczne oraz lotki wypełnione spienionym tworzywem sztucznym. Końce skrzydeł wyposażone w podpórki do samodzielnego startu.
Kadłub laminatowy o konstrukcji skorupowej z wręgami drewnianymi. Kabina załogi dwuosobowa z miejscami obok siebie, wyposażona w podwójny układ sterowania, regulowane pedały oraz fotele. Osłona kabiny dwuczęściowa, otwierana do góry. Na głównej wrędze nośnej zamocowany zbiornik paliwa o pojemności 60 litrów. Do spodu kadłuba przymocowana belka ogonowa wykonana ze zwijanej blachy duralowej, zakończona dźwigarem statecznika pionowego.
Usterzenie w układzie T, statecznik wysokości o pokryciu laminatowo-sklejkowym. Stery kryte płótnem o szkielecie laminatowym. Ster wysokości wyważony masowo, ster kierunku i lotki niewyważone masowo.
Podwozie jednośladowe, koło główne amortyzowane, chowane do połowy w kadłubie, wyposażone w hamulec tarczowy sprzężony z hamulcami aerodynamicznymi. Kółko ogonowe obracane. 
Silnik Limbach SL 1700EC - czterosuwowy silnik tłokowy dwurzędowy o czterech cylindrach przeciwległych w układzie bokser, chłodzony powietrzem o mocy 68 KM. Napędzający stałe śmigło pchające firmy Hoffmann o średnicy 145 cm. Śmigło, po wyłączeniu silnika, ustawia się w pozycji neutralnej za krawędzią spływu płata.